# Achládi
Achládi (grec moderne : Αχλάδι : « poire ») est un village situé près de la ville de Stylída, dans la préfecture de Phthiotide, en Grèce-Centrale. Il fait partie de l'unité municipale d'Echinaíoi, dans le dème de Stylída. Selon le recensement de 2011, sa population est de 384 habitants.
Une colline au nord du village présente des traces de fortifications médiévales ; les remparts du château ont pour la plupart survécu jusqu'à la Seconde Guerre mondiale, après quoi ils sont exploités par la population locale pour en extraire des matériaux de construction. Le château sert manifestement à contrôler le trafic maritime dans le golfe Maliaque et le golfe Nord d'Eubée, et a un contact visuel avec le château de Licháda sur l'île d'Eubée.